# 全国女性シェルターネット
全国女性シェルターネット（ぜんこくじょせいシェルターネット）は、1998年DV被害当事者の支援に関わる民間団体の全国ネットワーク「全国女性への暴力・駆け込みシェルターネットワーキング」として設立、2003年特定非営利活動法人（NPO）となった団体。メイン所在地は東京都文京区
- ネットワークの力を結集しDV防止法制定運動に取り組み、改正に貢献、国内各地域のDV根絶施策に影響を与えてきた。
- さまざまな法システムの運用改善にも力を尽くしている。
- 総務省が2008年2月から3月に実施した「配偶者からの暴力の防止等に関するアンケート調査」に協力している[2]。
- 女性のためのインターネットラジオ「ラジオパープル」[3] を運営している[4]。
- 毎年第一線の実践家・活動家・専門職員が一堂に会して課題を論議しあう全国シンポジウムを開催している。

## 支援企業・団体
- マイクロソフト　企業市民活動
- フィリップモリス・ジャパン　社会貢献活動
- 資生堂 （社会貢献くらぶ - 花椿基金）
- NPO法人エキスパートチャリティアソシエーション

## プロジェクト関連書籍／リーフレット
- ホットライン 相談対応マニュアル
- DV家庭における性暴力被害の実態／性暴力被害に遭った子どもたちのサポートマニュアル
- セクハラ労災を知っていますか？
- スウェーデン視察報告 CD-ROM
- 離別後の子どもの「共同親権」を考える
- 「あなたは悪くない」と言えますか？
- なくそうガイド創刊号  性暴力をなくそうネットワーク刊